# 0000
0000（オーフォー）は四人組のアートグループ。2010年（平成22年）に結成。

## メンバー
緑川雄太郎
- 1983年（昭和58年）　福島県いわき市生まれ
- 2007年（平成19年）　早稲田大学第二文学部表現芸術系専修中退
- 2008年（平成20年）　party(福島県いわきのスペース)ディレクター
- 株式会社0000Inc.最高経営責任者

谷口創
- 1984年（昭和59年）　生まれ
- 慶應義塾大学文学部卒。同大学院文学研究科修士課程中退。

Nam HyoJun
- 1987年（昭和62年）　生まれ
- 在日韓国人３世
- 東京造形大学中退
- 株式会社0000Inc.代表取締役

Kim okko
- 1988年（昭和63年）　兵庫県生まれ
- 在日韓国人4世